# Село Нурмухамеда Есентаева
Нурмухамеда Есентаева (каз. Нұрмұхамед Есентаев, до 2007 г. — Дзержинский) — село в Мактааральском районе Туркестанской области Казахстана. Входит в состав Мактааральского сельского округа. Код КАТО — 514477380.
Село названо именем Героя Социалистического Труда Нурмухамеда Есентаева. 

## Население
В 1999 году население села составляло 1720 человек (816 мужчин и 904 женщины). По данным переписи 2009 года, в селе проживало 1687 человек (834 мужчины и 853 женщины).